# Deep Zone Project
Deep Zone Project был создан в 1998 тремя музыкантами, диджеем и специалистами по студийному звуку. Сейчас этот проект очень популярен в Восточной Европе благодаря успешным ремиксам на клубные хиты.
После выхода дебютного альбома «Ela Izgei» в 2002 DJ Dian, Rossko, Любомир Савов (отец Dian) и Yoanna aka Deep Zone Project были номинированы на MM TV Musiс Avards сразу в нескольких категориях: «Лучшая песня», «Альбом года», «Группа года», «Лучшее видео», «Дебют-2002». Победа в номинации «Лучшая песня» была присуждена за трек «Ela Izgrei», ставшим мегахитом на Балканах.
Уже на следующий год команда получила от MM TV Awards Ceremony другую награду — «Лучший клубный трек года» за композицию «Without Coffein». А трек «Mystika» был включён Роджером Санчесом в его радиошоу «Release Yourself» и звучал в его сетах по всему миру.
Один из лучших британских хаус-лейблов «Seamless Recordings» включил трек «I Feel Like» в престижную компиляцию «The White House» вместе с Silicone Soul, Mark Knight & MTV, Tony Thomas, David Penn и Kerri Chandler.
Трек «I Challenge You» (ft EL-VIS) занял второе место в чарте MTV «World Chart Express» и три недели лидировал в национальном болгарском чарте «BG Top 100».
В 2008 году Deep Zone Project и DJ Balthazar выступали на Евровидении в Белграде и заняли 11 место во втором полуфинале.